# 静岡県道226号高洲和田線
静岡県道226号高洲和田線（しずおかけんどう226ごう たかすわだせん）は、静岡県藤枝市高洲1丁目から焼津市田尻交差点にいたる路線である。

## 通過する自治体
- 静岡県
  - 藤枝市 - 焼津市

## 重複区間
- 国道150号（0.4km）

## 沿線の施設他
- 藤枝市立高洲小学校
- 藤枝市立高洲中学校
- 焼津市立大富中学校
- 静岡福祉大学
- 静岡福祉情報短期大学
- 焼津市立和田小学校
- 焼津市立和田中学校
- 焼津市立総合病院
- 焼津警察署